# Andreja Katič
Andreja Katič (ur. 22 grudnia 1969 w Slovenj Gradcu) – słoweńska polityczka i urzędniczka samorządowa, parlamentarzystka, w latach 2015–2018 minister obrony, w latach 2018–2020 i od 2024 minister sprawiedliwości.

## Życiorys
Ukończyła studia prawnicze na Uniwersytecie Mariborskim (1996). Pracowała w administracji lokalnej w Velenje, była dyrektorem administracji miejskiej. Przez kilka lat kierowała komisją do spraw prawnych i legislacyjnych w organizacji zrzeszającej słoweńskie miejscowości. Była też członkinią rady dyrektorów macierzystej uczelni i przewodniczącą stowarzyszenia skupiającego dyrektorów administracji miejskiej.
W wyborach w 2014 z ramienia Socjaldemokratów uzyskała mandat posłanki do Zgromadzenia Państwowego. Została wiceprzewodniczącą słoweńskiego parlamentu. W maju 2015 dołączyła do rządu Mira Cerara, obejmując stanowisko ministra obrony. We wrześniu 2018 przeszła na stanowisko ministra sprawiedliwości w nowym gabinecie, na czele którego stanął Marjan Šarec. Zakończyła urzędowanie w marcu 2020.
W styczniu 2023 powołana na sekretarza stanu w resorcie spójności i rozwoju regionalnego. W marcu 2024 weszła w skład gabinetu Roberta Goloba, ponownie obejmując stanowisko ministra sprawiedliwości.